# 족구

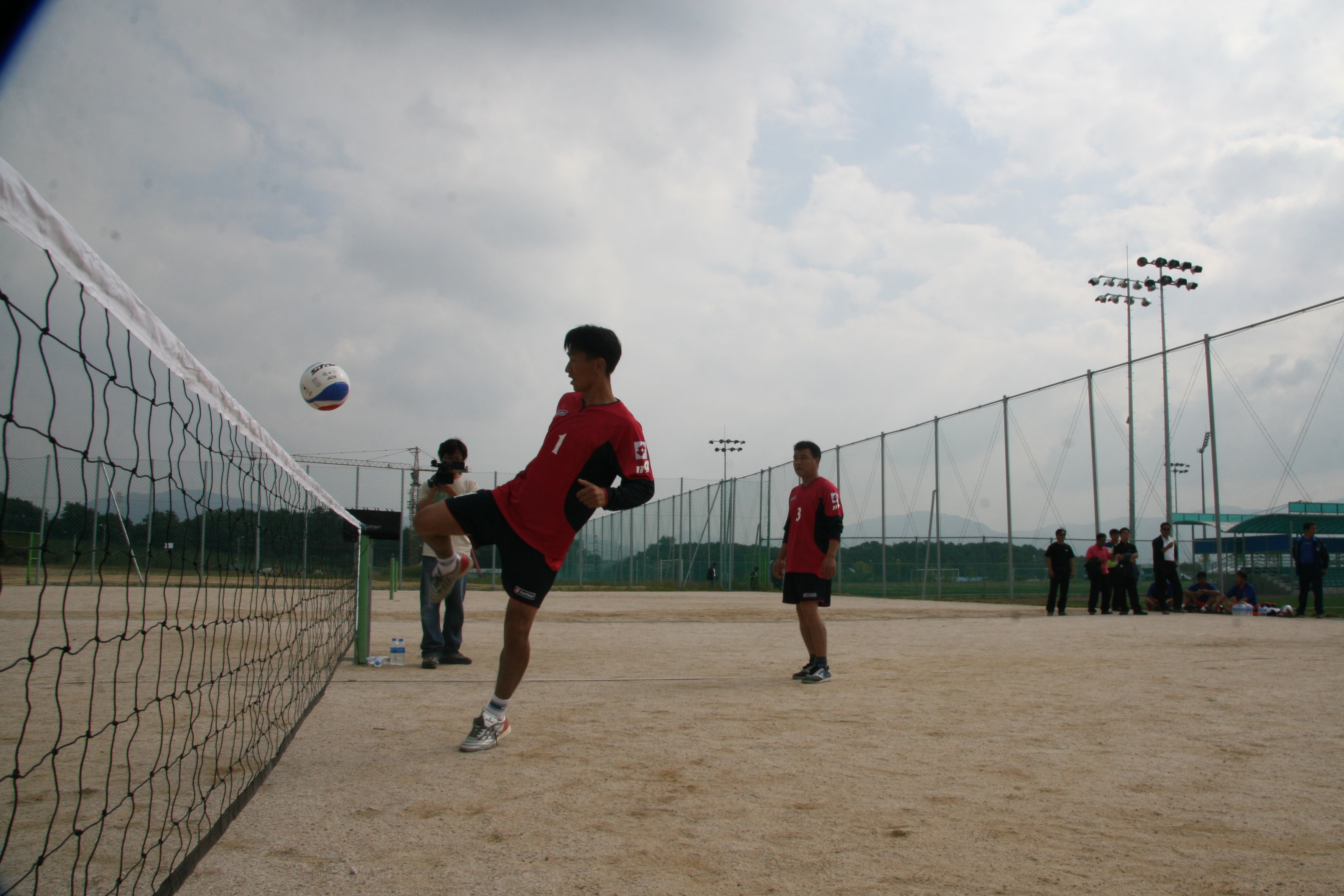
족구를 즐기는 모습

족구(足球, Jokgu)는 족구공을 사용하여 각팀 4명(총 8명)(우수비, 좌수비, 세터, 공격수)이 네트를 사이에 두고 발과 머리만(무릎미만 턱 이상)사용하여 수비와 공격을 주고 받는 스포츠이며 대한민국에서는 최초로 시작된 구기 종목이다. 비슷한 스포츠로 중앙 유럽에서 1920년대에 생겨난 풋볼테니스(football tennis)와 말레이시아에서 유래한 세팍타크로(sepaktakraw)가 있다.

## 역사
족구는 1960년대 말 대한민국 제11전투비행단에서 처음 실시되었다. 처음에는 배구 경기의 규칙과 거의 같은 족구 규칙이 만들어졌으며, 각 비행단에서 실시되다가 다른 부대로 배속받는 장병들에 의해 차츰 널리 보급되었다. 지금은 대한민국의 학교 체육으로도 실시되는가 하면 사회 체육으로 널리 보급되었다.

## 협회
대한족구협회는 1990년 2월 발기인을 시작으로 같은 해 4월 박이성 초대회장이 취임하면서 정식으로 발족하였다. 현재 각 시도와 해외에도 협회 산하 조직이 구성되어 있다
- 주소
  - (우)05540 서울특별시 송파구 올림픽로 424, 올림픽회관 신관 2층 211호
- 연락처
  - 대표번호 : (02)2202-5526~7
  - FAX : (02)2202-5528

## 족구단
- 이천시민족구단
- LG DIOS
- 일등가
- 조이킥스포츠
- 진천런

## 족구공
일반인은 축구공이나 배구공을 쓰는 일이 많지만 정식 대회에서는 족구에 맞는 공식 경기구를 사용한다.
12 조각이내의 질량은 330~360g, 공기압은 0.4~0.5kg/cm2 (구장에 따라 ±10% 범위 내 변경 가능) 이며, 비포장 바닥에 떨어트렸을때 30~35% 범위 내의 반발이 되고, 지름 200~205mm여야 한다. 초등부용 공의 질량 범위는 290±10g 이다.
12조각 이내이면 되기 때문에 다양한 대칭성을 갖는 공이 제작되고 있다.

## 참고 문헌
- 2005년. 강승호 <현대스포츠와 족구> 도서출판 한세출판부
- 2008년. 이진천, 《너희가 진정 족구를 아느냐?》(도서출판 건기원)
- 2012년. 이진천, 《족구 도전하기(족구의 기본 기술 및 전술)》, (주)디씨에스
- 2014년. 강승호 <족구바이블>. (주)대경북스

## 같이 보기
- 헤디스(영어판)
- 테크볼(영어판)